# Xã Jordan, Quận Warren, Indiana
Xã Jordan (tiếng Anh: Jordan Township) là một xã thuộc quận Warren, tiểu bang Indiana, Hoa Kỳ. Năm 2010, dân số của xã này là 247 người.